# Coupe de France 1923/24
Der Wettbewerb um die Coupe de France in der Saison 1923/24 war die siebte Ausspielung des französischen Fußballpokals für Männermannschaften. In diesem Jahr meldeten 305 Vereine. Der professionelle Fußball mit einer landesweiten Liga wurde erst 1932 eingeführt; deshalb bezeichneten die Zeitgenossen den Sieger dieses Wettbewerbs häufig als französischen Meister („champion de France“).
Titelverteidiger war der Red Star AC Paris, der nach drei Erfolgen in Serie in diesem Jahr aber bereits im Achtelfinale ausschied.
Gewinner der Trophäe wurde Olympique Marseille. Dies war sein erster Pokalsieg bei der ersten Finalteilnahme. Endspielgegner FC Cette hatte bereits im Vorjahr im Finale gestanden. Zum ersten Mal in der noch kurzen Geschichte des Pokals ging der Titel nicht an einen Verein aus Paris und seinem unmittelbaren Umland; mehr noch, von diesen hatte sich keiner auch nur für das Halbfinale qualifizieren können. Die letzten beiden im Wettbewerb verbliebenen Hauptstadtklubs, Olympique und Stade Français, scheiterten in der Runde der besten acht Teams.
Nach den auf regionaler Ebene erfolgten Qualifikationsrunden setzte die Pokalkommission des Landesverbands FFF für Zweiunddreißigstel- und Sechzehntelfinale sämtliche Begegnungen fest, wobei Fragen der Reisedistanzen im großflächigen Frankreich ebenso eine Rolle spielten wie die Qualität der an den jeweiligen Orten vorhandenen Spielstätten und der Infrastruktur. Dabei wurde auch das Heimrecht festgelegt; im Einzelfall konnte dies auch ein neutraler Ort sein. Ab dem Achtelfinale wurden Paarungen und Austragungsort frei ausgelost. Endete eine Begegnung nach Verlängerung unentschieden, wurden so lange Wiederholungsspiele ausgetragen, bis ein Sieger feststand.

## Zweiunddreißigstelfinale
Spiele am 16., Wiederholungsmatch am 31. Dezember 1923
| - Racing Club Rouen – SC Abbeville 1:0 - Olympique Paris – SC Grenoble 4:0 - CS Jean Bouin Angers – Racing Club de France 0:4 - Gallia Club Lunel – AS Valentigney 2:3 - US Suisse Paris – SC Reims 5:0 - Stade Rennes UC – US Quevilly 2:1 - US Tourcoing – US Saint-Aubin 6:0 - JA Saint-Ouen – FC Rouen 1:3 - Red Star AC Paris – Excelsior Tourcoing 2:1 n. V. - US Saint-Servan – FEC Levallois 4:1 - Stade Français Paris – US Beauregard 9:0 - Racing Strasbourg – CA Vitry 3:0 - AF La Garenne-Colombes – SC Red Star Strasbourg 2:3 - SM Caen – CASG Paris 2:3 - Racing Roubaix – CA Montrouge 2:1 - Stade Nantes UC – Stade Bordeaux UC 1:5 | - US Dunkerque-Malo – AS Française Paris 1:1 n. V., 0:3 - CA Paris – US Boulogne 3:0 - AC Amiens – SC Choisy-le-Roi 2:1 - SC La Bastidienne Bordeaux – Stade Raphaëlois 3:0 - RC Calais – AS Amicale Paris 3:1 - CS Lyon – AS Cannes 0:4 - FC Cette – SA Bordeaux 6:0 - RC Arras – Le Havre AC 1:3 - Stade Le Havre – Olympique Lille 0:3 - Les Scouts Gap – Olympique Marseille 0:9 - CA Metz – US Belfort 7:1 - FC Dieppe – Olympique Saint-Quentin 4:0 - Club Français Paris – FC Bischwiller 07 2:3 - EC Bordeaux – SC Nîmes 4:5 - FC Mulhouse 1893 – UL Moyeuvre Grande 2:0 - US Vergèze – Floirac Club 2:0 |

## Sechzehntelfinale
Spiele am 6., Wiederholungsmatches am 20. Januar 1924
| - Olympique Paris – US Vergèze 4:0 - Racing Club de France – US Tourcoing 3:0 - AS Valentigney – Red Star AC Paris 2:4 - Stade Rennes UC – SC La Bastidienne Bordeaux 4:2 - FC Rouen – AC Amiens 1:0 - US Saint-Servan – CA Paris 3:0 - SC Red Star Strasbourg – FC Cette 0:2 - CASG Paris – CA Metz 1:1 n. V., 4:1 | - Stade Bordeaux UC – US Suisse Paris 2:1 - AS Française Paris – Racing Club Rouen 0:1 - AS Cannes – Stade Français Paris 1:3 - Le Havre AC – RC Calais 1:0 - Olympique Lille – FC Dieppe 0:1 - Olympique Marseille – FC Mulhouse 1893 4:1 - FC Bischwiller 07 – Racing Roubaix 1:1 n. V., 1:4 - SC Nîmes – Racing Strasbourg 2:1 |

## Achtelfinale
Spiele am 27. Januar 1924
| - Olympique Paris – CASG Paris 4:1 - Stade Rennes UC – Racing Roubaix 2:1 - FC Rouen – Racing Club Rouen 3:0 - US Saint-Servan – Stade Bordeaux UC 1:0 | - FC Cette – Red Star AC Paris 1:0 - Stade Français Paris – Racing Club de France 4:2 - Le Havre AC – SC Nîmes 2:0 - Olympique Marseille – FC Dieppe 4:1 |

## Viertelfinale
Spiele am 24. Februar, Wiederholungsmatch am 9. März 1924
| - FC Rouen – US Saint-Servan 3:1 - FC Cette – Stade Rennes UC 0:0 n. V. (a) | - Le Havre AC – Olympique Paris 2:1 - Olympique Marseille – Stade Français Paris 2:2 n. V., 3:2 |

## Halbfinale
Spiele am 16., Wiederholungsmatches am 30. März und 6. April 1924
| - FC Cette – Le Havre AC 1:1 n. V., 1:1 n. V., 2:0 | - Olympique Marseille – FC Rouen 3:1 |

## Finale
Spiel am 13. April 1924 im Stade Pershing in Paris vor 29.000 Zuschauern
- Olympique Marseille – FC Cette 3:2 n. V. (2:2, 2:1)

### Mannschaftsaufstellungen
Auswechslungen waren damals nicht möglich; die meisten Mannschaften in Frankreich hatten zu dieser Zeit noch keinen festen Trainer.
Olympique Marseille: Paul de Ruymbecke – Louis Jacquier, Paul Seitz – Raoul Blanc, Jean Cabassu, Apollon Torta – Adolphe Michel, Jean Boyer , Louis Subrini, Édouard Crut, Douglas de Ruymbecke
Trainer: Peter Farmer
FC Cette: Laurent Henric – Ernest Gravier, William Hewitt – Antoine Parachini, Marcel Domergue, Albert Jourda – William Cornelius, Louis Cazal, Jean Caballero, Marcel Dangles, Victor Gibson 
Schiedsrichter: Louis Fourgous (Paris)

### Tore
1:0 Crut (3.)

1:1 Cazal (15.)

2:1 Boyer (42.)

2:2 Torta (67., Eigentor)

3:2 Crut (101.)

### Besondere Vorkommnisse
In Cettes Endspielelf standen nur noch vier Spieler (Gravier, Jourda, Cornelius und Dangles), die auch bereits im Finale des vorangehenden Wettbewerbs gescheitert waren; Gibson gehörte seinerzeit ebenfalls zur Stammformation des Teams aus dem Languedoc, fehlte aber in der entscheidenden Begegnung.
Zu der in Marseille ausgetragenen Achtelfinalpartie zwischen dem FC Cette und Titelverteidiger Red Star AC – der Neuauflage des vorjährigen Endspiels – wurden angesichts des großen Zuschauerinteresses Sonderzüge aus Paris und Cette eingesetzt. Red Star hatte allerdings schon vor dem Anpfiff seinen Nationaltorhüter Pierre Chayriguès ersetzen müssen und spielte nach einer frühen Verletzung seines Verbinders Robert Joyaut mehr als eine Stunde lang zu zehnt, so dass Cette die Revanche letztlich für sich entscheiden konnte.